# Ptychamalia platensis
Ptychamalia platensis là một loài bướm đêm trong họ Geometridae.